# Амаду Ампате Ба
Амаду́ Ампа́те Ба (фр. Amadou Hampâté Bâ, фульф. 𞤀𞤸𞤥𞤢𞤣𞤵 𞤖𞤢𞤥𞤨𞤢𞥄𞤼𞤫 𞤄𞤢𞥄, трансліт. Ahmadu Hampaate Baa, *1900/1901, Бандіагара, Французький Судан, Французька Західна Африка, тепер Малі — 15 травня 1991, Абіджан, Кот-д'Івуар) — малійський письменник, історик та етнолог; визначний діяч африканської культури й літератури ХХ століття; популяризатор фольклору й традиційних знань Африки; відомий як автор висловлювання: «Коли помирає старик — вважай, згорає бібліотека».

## З життєпису
Амаду Ампате Ба народився в аристократичній родині фула в Бандіагарі, найбільшому місті землі догонів і столиці доколоніальної імперії Масіна. Після смерті батька його усиновив другий чоловік матері, Тіджані Амаду Алі Тіам (Tidjani Amadou Ali Thiam) з етнічної групи тукулерів. Спочатку він відвідував коранічну школу, якою керував Тієрно Бокар (Tierno Bokar), член братства Тіджанія, згодом перейшов до французької школи в Бандіагарі, а потім до школи в Дженне. У 1915 році він покинув школу і повернувся до матері в Каті, де продовжив навчання.
У 1921 році відмовився вступити до нормальної школи на Горе. У покарання губернатор призначив його в Уагадугу не незначну посаду на кшталт писаря. В період між 1922 і 1932 роками обіймав декілька постів у колоніальній адміністрації у Верхній Вольті (нині Буркіна-Фасо), а від 1932 до 1942 року — в Бамако. У 1933 році він взяв шестимісячну відпустку, щоб відвідати Тієрно Бокара, свого духовного лідера.
У 1942 році він був призначений у Французький інститут Чорної Африки (Institut Français d’Afrique Noire, скорочено IFAN) у Дакарі завдяки сприянню його директора Теодора Моно. В IFAN здійснював етнологічні дослідження й збирав фольклор. Півтора десятка років свого життя присвятив науковим розвідкам, результатом яких стала публікація праці «Імперія Фула Масіна» (L'Empire peul de Macina). 
У 1951 році А. Ампате Ба отримав грант ЮНЕСКО, який дозволив йому поїхати до Парижа та зустрітися з відомими африканськими інтелектуалами, зокрема з Марселем Гріолем.
Після проголошення Малі незалежності (1960) Ба заснував Інститут наук про людину в Бамако та представляв свою країну на генеральних конференціях ЮНЕСКО. У 1962 році він був обраний до виконавчої ради ЮНЕСКО, і в 1966 році допоміг створити єдину систему транскрипції африканських мов.
Термін його повноважень у виконавчій раді ЮНЕСКО закінчився в 1970 році, і решту свого життя він присвятив науці й письменництву. У 1971 році він переїхав до передмістя Абіджана Маркорі (Кот-д'Івуар), й працював над упорядкуванням архівів західноафриканської усної традиції, які накопичив протягом свого життя, а також писав свої мемуари (Amkoullel l'enfant peul і Oui mon commandant!, обидва опубліковані посмертно). 
Помер в Абіджані в 1991 році.

## Вибрана бібліографія

### Наукові і художні праці
- L'Empire peul du Macina (1955)
- Vie en enseignement de Tierno Bokar, le sage de Bandiagara (1957, переписано в 1980)
- Kaïdara, récit initiatique peul (1969)
- L'étrange destin du Wangrin (1973), нагороджений Grand prix de littérature d'Afrique noire (1974)
- L'Éclat de la grande étoile (1974)
- Jésus vu par un musulman (1976)
- Petit Bodiel (conte peul) et version en prose de Kaïdara (1977)
- Njeddo Dewal, mère de la calamité (1985)
- La poignée de poussière, contes et récits du Mali (1987)
- Kaïdara (1988)

### Мемуари
- Amkoullel, l'enfant peul (1991)
- Oui mon commandant! (1994) (опубліковано посмертно)